# Boris Baszyłow
Boris Płatonowicz Baszyłow ros. Борис Платонович Башилов (ur. 1908 w Złatouście, zm. 2 stycznia 1970 w Buenos Aires) – radziecki pisarz i publicysta, szef oddziału propagandy sztabu Rosyjskiej Narodowej Armii Ludowej podczas II wojny światowej, emigracyjny działacz, pisarz i publicysta

## Życiorys
Urodził się jako Boris Płatonowicz Jurkiewicz. Po objęciu władzy w Rosji przez bolszewików przyjął nazwisko Baszyłow. Od 1924 r. pisał artykuły do różnych gazet sowieckich. Pracował w Komitecie Północy w Archangielsku. Brał udział w podróży agitacyjnej od Swierdłowska do Moskwy, którą opisał w książce pt. 17 000 000 sobacznych szagow. W 1930 r. uczestniczył w ekspedycji polarnej na lodołamaczu „Siedow”. W 1931 r. wydano jego 2 książki pt. Flejta bordosti oraz Ldy i ludi (napisane pod pseudonimem Boris Nord). Od 1933 r. mieszkał w Turuchansku, gdzie zajmował się organizacją rolnictwa i zakładów futrzarskich. Następnie przeniósł się do Orła i z powrotem do Archangielska. Pracował tam w redakcji gazety „Moriak Siewiera”. Przed atakiem wojsk niemieckich na ZSRR 22 czerwca 1941 mieszkał w Kursku, gdzie pisał artykuły do gazety „Kurskaja prawda”. Po rozpoczęciu wojny zmobilizowano go do Armii Czerwonej. W październiku tego roku w rejonie Wiaźmy dostał się do niewoli niemieckiej. Przebywał w obozach jenieckich w Wiaźmie, a następnie Smoleńsku. Wiosną 1942 r. podjął kolaborację z Niemcami. Służył w organach propagandy wojskowej na centralnym odcinku frontu wschodniego. Następnie wstąpił do Narodowo-Socjalistycznej Partii Rosji „Wiking”, zorganizowanej przez Konstantina P. Woskobojnika, który stał na czele tzw. Republiki Łokockiej. Po śmierci K. P. Woskobojnika 8 stycznia 1942 r., B. P. Baszyłow został bliskim współpracownikiem jego następcy Bronisława W. Kamińskiego. Kiedy na bazie dotychczasowej milicji ludowej Republiki Łokockiej sformowano jesienią 1942 r. Rosyjską Narodową Armię Ludową (RONA), stanął na czele oddziału propagandy sztabu formacji. W późniejszym okresie wstąpił w szeregi Narodowego Związku Pracujących (NTS). Po zakończeniu wojny uniknął deportacji do ZSRR. Przebywał w obozie dla uchodźców cywilnych w Plattling. Następnie zamieszkał pod Monachium. Zmienił nazwisko na Tamarcew. Napisał kilka powieści historycznych. Działał w Związku Suworowskim. Był sekretarzem redakcji pisma NTS „Posiew”. Działał w NTS, ale w 1948 r. wystąpił z niej. Wyemigrował do Argentyny, gdzie został współpracownikiem pisma „Nasza strana”. W latach 50. aktywnie uczestniczył w działalności Rosyjskiego Związku Imperialnego – Order. Jednocześnie napisał 9 tomów książki pt. Istorija russkogo masonstwa. W 1955 r. był autorem książki pt. Wsiemirnyj tajnyj zagowor, w której opublikowano Protokoły Mędrców Syjonu z komentarzami emigracyjnych działaczy rosyjskich. W 1957 r. wyszła kolejna książka pt. Suszcznost´ jewriejskogo woprosa. Pod egidą Rosyjskiego Związku Imperialnego opublikowano jego książki dotyczące rosyjskiej monarchii. Później wydawał almanach „Byłoje i griaduszczeje” (wyszło 9 numerów). Był też kierownikiem wydawnictwa „Ruś”.